# جمیلیه
جمیلیه (به عربی: مدینة الجميلية)، یکی از شهرهای کشور قطر است.